# 哥特蘭級潛艇
哥特蘭級（瑞典語：Gotlandsklass）或A-19型潛艇，為瑞典考庫姆公司設計製造的動力潛艇。它是世界上第一艘裝配斯特林發動機絕氣推進系統（AIP動力系統）的潛艦。該系統能延長潛艇在水中潛航耐力達數天甚至數週之久，並有效降低傳統動力系統運作產生的噪音。
哥特蘭級潛艇參與在2000年11月初，北約盟國於大西洋海域的一場演習中，據聞，以最新絕氣推進動力系統打敗美國的核子動力潛艇"火箭號"。2005年於太平洋海域的一場演習中，哥特蘭號避開了航空母艦戰鬥群所有偵測，突破了最後一線的反艦防禦進到了紅區拍攝了多張雷根號航空母艦的照片將其「擊沉」；2004年，瑞典政府接受美國租借哥特蘭級潛艇的要求，出租“哥特蘭號”期限為1年，用於反潛作戰演習之訓練，在同年10月雙方簽署備忘錄，並將租期從2005年3月開始至2006年後，再延長1年，直到2007年7月，“哥特蘭號”才離開美國聖地牙哥回到瑞典。

## 諸元
- 排水量: 1,240 t/1,494 t（水上/水中）
- 全長: 60.4 公尺
- 全寬: 6.2 公尺
- 吃水: 5.6 公尺
- 速度: 11 節/20 節(水上/水中）
- 武裝: 533mm魚雷發射管×4、400mm魚雷發射管×2（魚雷×18）
- 乘員: 25名

## 同型艦

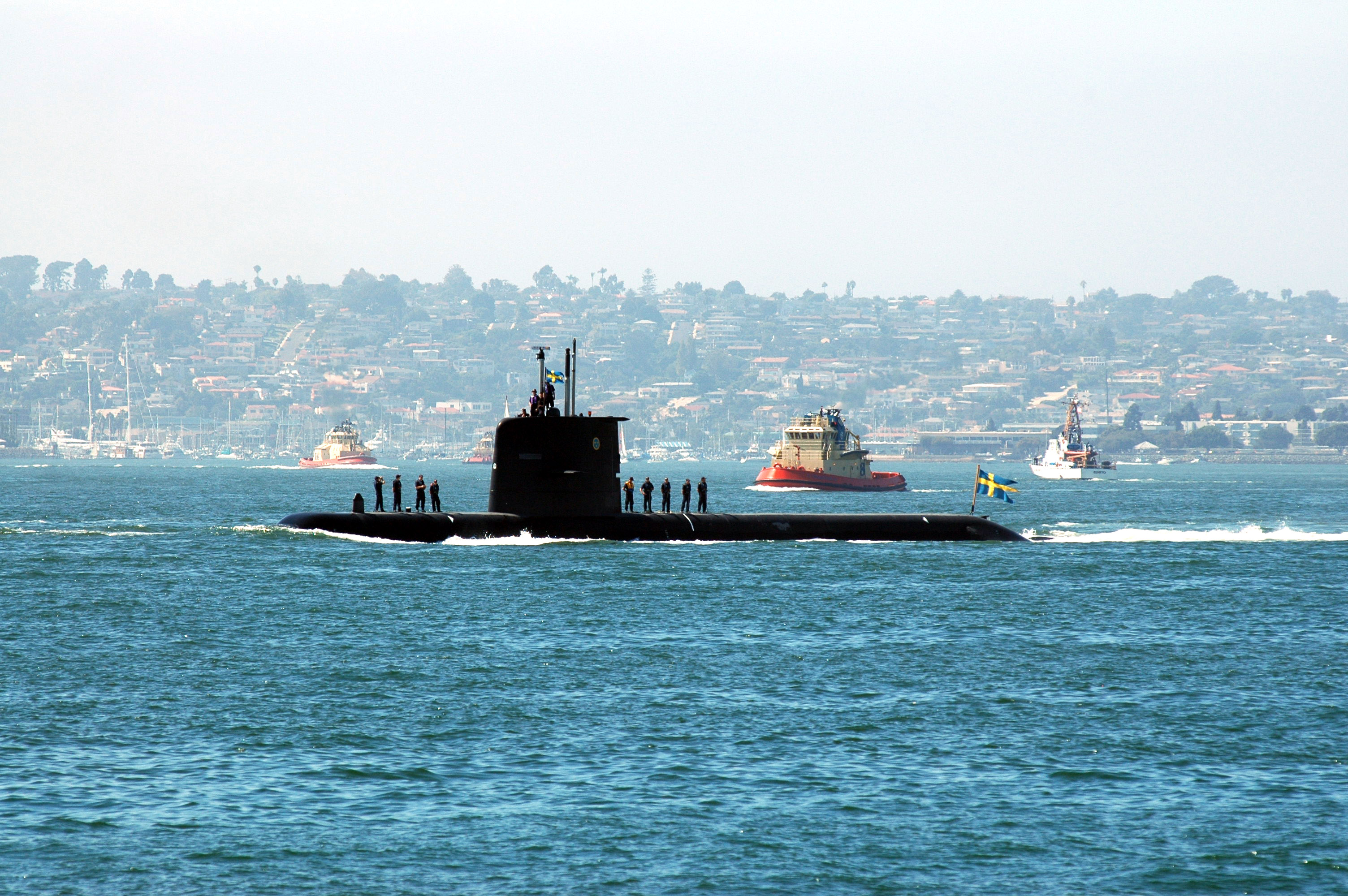
哥特蘭島附近的哥特蘭級潛艇

3艘同型艦全數用瑞典的省份為命名來源。 
| 艦名                    | 下水           | 完工          | 正式服役 | 近況   |
| ----------------------- | -------------- | ------------- | -------- | ------ |
| HMS 哥特蘭號（Gotland） | 1992年10月10日 | 1995年2月2日  | 1996年   | 服役中 |
| HMS 烏普蘭號（Uppland） | 1994年1月14日  | 1995年2月8日  | 1996年   | 服役中 |
| HMS 哈蘭號 (Halland)    | 1994年10月21日 | 1996年9月27日 | 1996年   | 服役中 |

## 外部連結
- 美海軍租賃瑞典哥特蘭級潛艇（页面存档备份，存于）
- 考庫姆船廠的哥德蘭級相關資料（页面存档备份，存于）
- 星島環球網-美軍兩千萬美元續租瑞典哥特蘭級潛艇一年[永久]
- 東南亞四國掀起潛艇採購熱